# Iván Borghello
Iván Borghello (Paraná, 21 gennaio 1983) è un ex calciatore argentino, di ruolo attaccante.

## Carriera
Ha giocato nella massima serie argentina, messicana e colombiana. Conta 6 presenze nella Copa Sudamericana e altre 6 presenze in Copa Libertadores.